# Mbrès
Mbrès est une localité et une commune de République centrafricaine située dans la préfecture de Nana-Grébizi dont elle constitue l'une des deux sous-préfectures.

## Géographie
La commune de Mbrès est située au sud-est de la préfecture de Nana-Grébizi.
| Nana-Outa    | Vassako |             |
| Grivaï-Pamia | Mbrès   | Koudou-Bégo |
| Ndenga       | Mala    |             |

## Histoire
Le 31 juillet 1912, l'administration coloniale française installe la Subdivision de Mbrés dans la Circonscription de Gribingui, la construction d'un poste colonial est entrepris en 1914. L'administrateur colonial Pierre-Marie de Saint Mart, est le dernier chef de subdivision a y siégé en 1919, le chef-lieu de subdivision est ensuite transféré à Fort-Crampel.
Le 23 janvier 1961, la République centrafricaine indépendante, instaure Mbrès en poste de contrôle administratif de la sous-préfecture de Crampel, dans la préfecture de Kémo-Gribingui. Le poste de Mbrès est érigé en sous-préfecture de la Gribingui-Économique le 6 août 1974.

## Villages
Les principaux villages de la commune sont : Koukourou, Banyao, Ouandé, Balékété, Bozou, Mbroa-Toa, Blakadja, Maorka et Morobanda 1.
Située en zone rurale, la commune compte 55 villages recensés en 2003 : Ayolo(1 Et 2), Azene-Balekette, Banda-Boa, Banyao, Bini 1, Bini 2, Blakadja, Bolopaka, Boloua, Bozou, Dakpa, Djagbrafo, Djangala, Gbagoro 1, Gbagoro 2, Goulas, Grebizi 1, Grebizi 2, Grebizi 3, Gueme, Kada, Kangou, Kotchenguele, Kpei-Ramadan, Krembo, Lakouetene, Linguiri-Ouande, Maorka, Maraomba, Mbambi, Mboussa, Mboutou 1, Mboutou 2, Mbres 1, Mbres 2, Mbres 3, Mbroua-Toa, Morobanda 1, Morobanda 2, Musulman, Ndiba, Ngangue, Ngobo, Ngouassa, Nouvelle Base, Ouda, Ouga, Oume, Sango 1, Sango 2, Scieurs, Tao, Yabo, Yanenguere, Yombo Bac.

## Éducation
La commune compte 15 écoles : Mbrès Centre, Sango 2, Bolokpaka, Moroubanda, Mbouatoa, Azene, Lingui-Riouande, Ramadane, Banyao, Yombo-Bac, Kotchenguele, Maromba, Maoroka, Nguimalet et Djabrafo.

## Représentation politique
La Sous-préfecture de Mbrès constitue une circonscription électorale législative depuis 1987.
| Date d'élection | Identité                         | Parti       |
| --------------- | -------------------------------- | ----------- |
| 1987            | Pierre Lakouetene                | RDC         |
| 1993            | Marie-Josèphe Zani-Fé Touam-Bona | indépendant |
| 1998            | Marie-Josèphe Zani-Fé Touam-Bona | indépendant |
| 2005            | Pierre-Marie Franck              | indépendant |
| 2011            | Pierre-Marie Franck              | KNK         |
| 2016            | Pierre-Marie Franck              | KNK         |